# Norayr Gyozalyan
Norayr Gyozalyan (tiếng Armenia: Նորայր Գյոզալյան; sinh 15 tháng 3 năm 1990) là một cầu thủ bóng đá Armenia, hiện tại thi đấu cho Banants of the Giải bóng đá ngoại hạng Armenia.